# Megaselia brunneipennis
Megaselia brunneipennis är en tvåvingeart som beskrevs av Costa 1857. Megaselia brunneipennis ingår i släktet Megaselia och familjen puckelflugor. Arten är reproducerande i Sverige. Inga underarter finns listade i Catalogue of Life.